# 第1航空団
第1航空団（だい1こうくうだん、英称：1st Air Wing）とは、航空教育集団に属している航空団のひとつである。司令部は浜松基地（静岡県浜松市）に所在しており、主に中等練習機による操縦教育訓練を操縦学生に実施するとともに、同基地の管理業務を担当している。
略称の「1空団」は一般によく「いっくうだん」と読まれることが多いが正しくは「いちくうだん」である。

## 概要
以前は対領空侵犯措置の任務を行う実戦部隊を配備し、「戦闘機操縦課程」の教育も兼務していた航空団だったが、現在は第11飛行教育団や第12飛行教育団での「初級操縦課程」を経て、第13飛行教育団での「基本操縦前期課程」を修業した学生パイロットに対して「基本操縦後期課程」の教育訓練を行っている。この課程の履修中に航空従事者技能証明（事業用操縦士・飛行機・陸上多発）の技能審査を受ける。後期課程の修了者には、ウイングマーク（航空機搭乗員徽章）が授与され正式な操縦士となる。戦闘機操縦士を目指す者は、その後「戦闘機操縦基礎課程」の教育訓練を経て、松島基地の第4航空団や新田原基地の飛行教育航空隊で行われる「戦闘機操縦課程」に進む。

## 沿革
- 1955年（昭和30年）12月1日 - 「航空団」が浜松基地に編成。
- 1956年（昭和31年）
  - 1月10日 - 第1飛行隊（F-86F）を築城基地に新編。
  - 8月24日 - 第1飛行隊（F-86F）が浜松基地に移動。25日、第2飛行隊（F-86F）を新編。
  - 10月1日 - 航空団が「第1航空団」に改称。（第2航空団が新編されたため）
- 1957年（昭和32年）2月1日 - 第5飛行隊（F-86F）を新編。
- 1958年（昭和33年）8月1日 - 浜松北基地に移駐。11月1日、第5飛行隊（F-86F）が松島基地に移動し、第4航空団の隷下に編入。
- 1960年（昭和35年）
  - 4月12日 - 第2飛行隊（F-86F）下に「空中機動研究班」が発足。
  - 8月1日 - 空中機動研究班が「特別飛行研究班」に改称。
- 1964年（昭和39年）10月26日 - 第33飛行隊（T-33A）を築城基地に新編。
- 1965年（昭和40年）
  - 1月30日 - 第33飛行隊（T-33A）が浜松北基地に移駐。
  - 11月20日 - 第2飛行隊（F-86F）を廃止し、特別飛行研究班は第1飛行隊（F-86F）下となり「戦技研究班」に改称。
- 1971年（昭和46年）
  - 7月1日 - 松島派遣隊を編成し、廃止となった第4航空団第5飛行隊の機材（F-86F）を承継。
  - 7月30日 - 全日空機雫石衝突事故が発生。
- 1973年（昭和48年）8月23日 - 松島派遣隊が廃止。
- 1979年（昭和54年）4月1日 - 松島基地の第4航空団第35飛行隊（T-33A）が浜松北基地に移駐し、これを隷下に編入。第1飛行隊（F-86F）が廃止し、戦技研究班は第35飛行隊下に編入。
- 1981年（昭和56年）12月27日 - 戦技研究班が解散。（直後の1982年1月に、流れを受け継ぐ「戦技研究班」が松島基地の第4航空団第21飛行隊下で新編）
- 1989年（平成元年）3月16日 - 航空教育集団の隷下に編入。10月2日、第31飛行隊（T-4）を編成。
- 1990年（平成02年）3月31日 - 第32飛行隊（T-4）を編成。10月1日、第33飛行隊（T-33A）が廃止。
- 1991年（平成03年）3月31日 - 第35飛行隊（T-33A）が廃止。
- 2007年（平成19年）8月 - 戦闘機操縦基礎（FTB）課程新設。
- 2012年（平成24年）5月31日 - 無事故飛行200,000時間達成[1]。
- 2021年（令和03年）10月29日 - 第3輸送航空隊の第41教育飛行隊（T-400）が美保基地から移動し、第1航空団隷下に編入[2][3][4][5]。
- 2024年（令和06年）3月21日 - 整備補給群検査隊を整備隊に、基地業務群通信隊をサイバー運用隊に改編。

## 部隊編成
- 第1航空団司令部
  - 監理部
  - 人事部
  - 防衛部
  - 装備部
  - 浜松基地援護室
  - 安全班
  - 衛生班
  - 副官
- 飛行群
  - 第31教育飛行隊：T-4
  - 第32教育飛行隊：T-4
  - 第41教育飛行隊：T-400
- 整備補給群
  - 整備隊
  - 装備隊
  - 修理隊
  - 車両器材隊
  - 補給隊
- 基地業務群
  - 飛行場勤務隊
  - 施設隊
  - サイバー運用隊
  - 管理隊
  - 業務隊
  - 会計隊
  - 衛生隊
- 飛行幹部教育隊

## 主要幹部
| 官職名                        | 階級    | 氏名     | 補職発令日     | 前職                                    |
| ----------------------------- | ------- | -------- | -------------- | --------------------------------------- |
| 第1航空団司令 兼 浜松基地司令 | 空将補  | 鈴木大   | 2024年08月02日 | 航空幕僚監部人事教育部補任課長          |
| 副司令                        | 1等空佐 | 佐藤薫   | 2024年07月18日 | 第4航空団飛行群司令                     |
| 飛行群司令                    | 1等空佐 | 高田浩司 | 2023年12月15日 | 第13飛行教育団飛行教育群司令            |
| 整備補給群司令                | 1等空佐 | 前田昇   | 2024年02月06日 | 航空開発実験集団司令部装備課長          |
| 基地業務群司令                | 1等空佐 | 藤幡健介 | 2025年08月01日 | 航空幕僚監部人事教育部補任課人事第1班長 |

| 代            | 氏名       | 在職期間             | 出身校・期               | 前職                                              | 後職                                       |
| 航空団司令    | 航空団司令 | 航空団司令           | 航空団司令               | 航空団司令                                        | 航空団司令                                 |
| ------------- | ---------- | -------------------- | ------------------------ | ------------------------------------------------- | ------------------------------------------ |
| 01            | 源田実     | 1955.12.1 1956.7.9   | 海兵52期・ 海大35期      | 航空幕僚監部装備部長 →1955.11.16 航空幕僚監部付   | 航空幕僚監部付 →1956.8.1 臨時航空訓練部長  |
| 02            | 佐藤勝雄   | 1956.7.10 1956.9.30  | 陸士42期・ 陸大50期      | 航空自衛隊幹部学校副校長 →1955.9.20 同校付        | 第1航空団司令                              |
| 第1航空団司令 |            |                      |                          |                                                   |                                            |
| 01            | 佐藤勝雄   | 1956.10.1 1957.6.30  | 陸士42期・ 陸大50期      | 航空団司令                                        | 航空幕僚監部附 →1957.11.1 同監察官         |
| 02            | 牟田弘國   | 1957.7.1 1959.11.24  | 陸士43期                 | 臨時築城派遣隊長 →1957.8.16 空将補昇任            | 航空幕僚監部監察官                         |
| 03            | 中島正     | 1959.11.25 1960.9.15 | 海兵58期                 | 第2航空団司令 兼 千歳基地司令                     | 飛行教育集団司令部勤務                     |
| 04            | 小福田租   | 1960.9.16 1962.4.6   | 海兵59期                 | 第17飛行教育団司令                                | 航空幕僚監部人事教育部長                   |
| 05            | 大室孟     | 1962.4.7 1963.7.31   | 陸士45期                 | 第5航空団司令 兼 新田原基地司令                   | 航空幕僚監部監察官                         |
| 06            | 園山善吉   | 1963.8.1 1966.6.30   | 海兵60期                 | 第6航空団司令 兼 小松基地司令                     | 退職                                       |
| 07            | 平塚清一   | 1966.7.1 1967.7.16   | 海兵62期                 | 第8航空団司令 兼 築城基地司令                     | 航空自衛隊幹部学校副校長 兼 市ケ谷基地司令 |
| 08            | 宇都宮道生 | 1967.7.17 1968.2.15  | 海兵63期                 | 航空幕僚監部防衛部副部長                          | 北部航空方面隊司令官                       |
| 09            | 宮本 功    | 1968.2.16 1969.7.15  | 陸士51期                 | 第5航空団司令 兼 新田原基地司令                   | 航空幕僚監部監察官                         |
| 10            | 鏑木健夫   | 1969.7.16 1970.2.15  | 陸士51期                 | 第7航空団司令                                     | 航空総隊司令部幕僚長                       |
| 11            | 田代辰夫   | 1970.2.16 1971.7.15  | 陸士51期・ 陸大59期      | 第4航空団司令 兼 松島基地司令                     | 航空幕僚監部付 →1971.8.31 退職             |
| 12            | 荒井勇次郎 | 1971.7.16 1973.2.15  | 陸士53期                 | 第13飛行教育団司令                                | 航空幕僚監部付 →1973.7.1 退職              |
| 13            | 眞崎康郎   | 1973.2.16 1974.6.30  | 陸航士54期               | 第7航空団司令 →1974.5.1 空将昇任                  | 中部航空方面隊司令官                       |
| 14            | 吉崎 巖    | 1974.7.1 1976.10.14  | 陸航士56期               | 第3航空団司令 兼 小牧基地司令                     | 南西航空混成団司令                         |
| 15            | 川邉龍一   | 1976.10.15 1978.3.30 | 陸士57期                 | 飛行教育集団司令部幕僚長                          | 西部航空方面隊司令部付 →1978.7.1 退職      |
| 16            | 轟 哲夫    | 1978.3.31 1979.7.31  | 陸士58期                 | 飛行教育集団司令部幕僚長                          | 航空幕僚監部付 →1980.1.1 退職              |
| 17            | 座間髙明   | 1979.8.1 1980.9.30   | 陸士59期                 | 航空救難団司令                                    | 航空幕僚監部付 →1981.1.1 退職              |
| 18            | 菅 義雄    | 1980.10.1 1981.10.15 | 海兵75期                 | 防衛大学校教授                                    | 航空幕僚監部付 →1982.1.1 退職              |
| 19            | 河原崎輝男 | 1981.10.16 1983.3.15 | 研数専門・ 5期幹候（陸） | 飛行教育集団司令部幕僚長                          | 航空幕僚監部付 →1983.7.1 退職              |
| 20            | 炭山 巌    | 1983.3.16 1984.3.1   | 神戸大学・ 7期幹候       | 飛行教育集団司令部教育部長 →1983.11.16 空将補昇任 | 統合幕僚学校副校長                         |
| 21            | 鈴木龍生   | 1984.3.2 1986.12.4   | 防大1期                  | 中部航空方面隊司令部防衛部長                      | 輸送航空団司令                             |
| 22            | 松下尚武   | 1986.12.5 1988.3.15  | 防大2期                  | 南西航空混成団司令部幕僚長                        | 航空自衛隊幹部学校研究部長                 |
| 23            | 田所 健    | 1988.3.16 1990.7.8   | 防大3期                  | 航空幕僚監部人事教育部副部長                      | 退職                                       |
| 24            | 吉田圭助   | 1990.7.9 1992.6.15   | 防大4期                  | 第7航空団司令 兼 百里基地司令                     | 退職                                       |
| 25            | 平岡裕治   | 1992.6.16 1993.6.30  | 防大8期                  | 航空自衛隊補給本部幹事                            | 統合幕僚会議事務局第1幕僚室長              |
| 26            | 後藤龍一   | 1993.7.1 1995.3.22   | 九州大学・ 37期幹候      | 統合幕僚会議事務局第4幕僚室長                     | 航空教育集団司令部幕僚長                   |
| 27            | 村岡亮道   | 1995.3.23 1997.3.25  | 防大11期                 | 第3輸送航空隊 兼 美保基地司令                     | 中部航空方面隊司令部幕僚長                 |
| 28            | 内山好夫   | 1997.3.26 1998.6.30  | 防大13期                 | 南西航空混成団司令部幕僚長                        | 航空幕僚監部調査部長                       |
| 29            | 松江靖彦   | 1998.7.1 2000.6.29   | 防大11期                 | 航空安全管理隊司令                                | 退職                                       |
| 30            | 松岡弘行   | 2000.6.30 2001.6.28  | 防大11期                 | 航空自衛隊第2補給処長 兼 岐阜基地司令             | 退職                                       |
| 31            | 柴田雄二   | 2001.6.29 2003.3.26  | 防大14期                 | 第8航空団司令 兼 築城基地司令                     | 航空救難団司令                             |
| 32            | 堀 好成    | 2003.3.27 2005.1.11  | 防大16期                 | 航空幕僚監部監察官                                | 西部航空方面隊司令官                       |
| 33            | 彌田 清    | 2005.1.12 2006.3.26  | 防大21期                 | 第83航空隊司令 兼 那覇基地司令                    | 航空総隊司令部防衛部長                     |
| 34            | 滝脇博之   | 2006.3.27 2007.7.2   | 防大18期                 | 第83航空隊司令 兼 那覇基地司令                    | 航空救難団司令                             |
| 35            | 平本正法   | 2007.7.3 2009.7.20   | 防大25期                 | 航空幕僚監部運用支援・情報部 運用支援課長         | 南西航空混成団副司令                       |
| 36            | 清藤勝則   | 2009.7.21 2010.12.14 | 防大23期                 | 特別航空輸送隊司令                                | 第3航空団司令 兼 三沢基地司令              |
| 37            | 森田公治   | 2010.12.15 2012.3.29 | 防大23期                 | 警戒航空隊司令                                    | 退職                                       |
| 38            | 荒木正嗣   | 2012.3.30 2014.8.3   | 防大26期                 | 航空総隊司令部総務部長                            | 航空総隊司令部幕僚長                       |
| 39            | 上田知元   | 2014.8.4 2015.8.3    | 防大25期                 | 北部航空方面隊副司令官                            | 退職                                       |
| 40            | 平塚弘司   | 2015.8.4 2016.12.21  | 早稲田大学・ 76期幹候    | 航空戦術教導団司令                                | 航空支援集団副司令官                       |
| 41            | 谷嶋正仁   | 2016.12.22 2018.3.26 | 防大34期                 | 航空幕僚監部人事教育部厚生課長                    | 南西航空方面隊副司令官                     |
| 42            | 津田昌隆   | 2018.3.27 2019.3.31  | 防大31期                 | 航空支援集団司令部防衛部長                        | 航空安全管理隊司令                         |
| 43            | 加治屋秀昭 | 2019.4.1 2020.3.17   | 防大32期                 | 航空自衛隊幹部学校副校長                          | 第6航空団司令 兼 小松基地司令              |
| 44            | 熊谷三郎   | 2020.3.18 2022.12.22 | 防大35期                 | 北部航空方面隊副司令官                            | 統合幕僚学校副校長                         |
| 45            | 伊藤顕     | 2022.12.23 2024.8.1  | 防大33期                 | 航空自衛隊第1術科学校長                           | 退職                                       |
| 46            | 鈴木大     | 2024.8.2             | 防大42期                 | 航空幕僚監部人事教育部補任課長                    |                                            |